# Удзеж
Удзеж (пол. Udzierz) — село в Польщі, у гміні Осек Староґардського повіту Поморського воєводства.
У 1975-1998 роках село належало до Гданського воєводства.